# (6736) Marchare
(6736) Marchare  es un asteroide perteneciente al cinturón de asteroides, descubierto el 1 de marzo de 1993 por Takeshi Urata desde el Observatorio de Nihondaira, en Japón.

## Designación y nombre
Designado inicialmente como 1993 EF.
Un planeta menor descubierto en marzo puede ser nombrado apropiadamente por la Liebre de Marzo, un personaje de Alicia en el país de las maravillas de Lewis Carroll. Alicia lo ve a él y al Sombrerero Loco en "Una fiesta de té de locos", donde están hablando entre sí mientras se apoyan en un lirón que duerme entre ellos.

## Características orbitales
Marchare orbita a una distancia media del Sol de 3,137 ua, pudiendo acercarse hasta 2,685 ua y alejarse hasta 3,589 ua. Tiene una excentricidad de 0,144 y una inclinación orbital de 18,205° grados. Emplea en completar una órbita alrededor del Sol 2029,38 días.
Pertenece a la familia de asteroides de (135) Hertha.

## Características físicas
Su magnitud absoluta es 14,47.